# آن (مینی‌سریال)
آن (به انگلیسی: It) یک مینی‌سریال در ژانر درام و فراطبیعی ترسناک به کارگردانی تامی لی والاس و محصول سال ۱۹۹۰ آمریکا می‌باشد. فیلم‌نامه این سریال توسط لارنس دی. کوهن بر اساس رمانی به همین نام نوشته استیون کینگ به نگارش درآمده است. مینی سریال «آن» اولین اقتباسی است که از روی رمان مشهور کینگ انجام شده‌است. در سال‌های ۲۰۱۷ و ۲۰۱۹ کارگردانی آرژانتینی، اندی موشیاتی فیلمی به همین نام ساخت که با اقبال هنری و تجاری رو به رو شد.
داستان سریال در در شهری دری و در ایالت مین آمریکا می‌گذارد و دربارهٔ گروهی از بچه‌ها معروف به باشگاه بازندگان است که با موجود عجیبی بنام پنی وایز رو به رو شده‌اند که توانایی‌هایی همچون دگرپیکری دارد. پنی وایز بیشتر خود را به شکل یک دلقک به بچه‌ها نشان می‌دهد و با تغذیه کردن از ترس آنها به زندگی خود ادامه می‌دهد. سریال، داستان کتاب کینگ را در دو اپیزود به تصویر کشیده‌است که در دو دوره زمانی اتفاق می‌افتد. حوادث از سال ۱۹۶۰ شروع می‌شود؛ یعنی جایی که اعضای باشگاه بازندگان همگی بچه هستند و برای اولین بار با پنی وایز برخورد می‌کنند. بخش دوم داستان نیز در سال ۱۹۹۰ رخ می‌دهد که در آن پنی وایز از خواب ۳۰ ساله خود بیدار شده و اعضای باشگاه بازندگان که حالا هرکدام بزرگ شده و زندگی شخصی دارند مجبور می‌شوند دوباره به ترس‌های دوران کودکی خود رو به رو شوند.
سریال گروه بازیگران گسترده‌ای دارد. تیم کوری وظیفه بازی در نقش پنی وایز را برعهده دارد و ریچارد توماس، جان ریتر، انت اوتول، هری اندرسون، دنیس کریستوفر، تیم رید و ریچارد ماسور هفت عضو باشگاه بازندگان را تشکیل داده‌اند. در قسمت اول که دوران کودکی اعضای باشگاه بازندگان را به تصویر می‌کشد نیز جاناتان برندیس، ست گرین، امیلی پرکینز، برندون کرین، آدام فرزلی، مارلون تیلور و بن هلر هنرنمایی کرده‌اند. از دیگر بازیگران سریال در نقش‌های مکمل نیز می‌توان به مایکل کول، الیویا هاسی، چیلان سیمونز، جرل بلانکارد، گیبو خاست، کریس استمن، فرانک سی. ترنر، تونی داکوتا، رایان مایکل و تام هیتون اشاره کرد.
لارنس دی. کوهن بر اساس رمان ۱۱۳۸ صفحه ای آن طرحی نوشت و آن را برای استیون کینگ فرستاد.ایده اولیه کوهن این بود که سریال در چهار قسمت دو ساعته ساخته شود که در مجموع هشت ساعت زمان را شامل می‌شد.علت این کار این بود که کوهن می‌خواست همه عناصر کتاب را در فیلم‌نامه داشته باشد اما محدودیت‌هایی که شبکه برای او اعمال کرد باعث شد تا کوهن فیلم‌نامه خود را کوتاه‌تر کند و بدین ترتیب نوشته او تبدیل به دو قسمت شد که در مجموع ۱۹۰ دقیقه زمان را در بر می‌گرفت.تولید سریال اوایل سال ۱۹۹۰ شروع و در اواسط همین سال نیز به پایان رسید.
لوکیشن اصلی سریال در نیو وست مینستر قرار داشت.
شبکه ای‌بی‌سی پخش سریال را در اواخر سال ۱۹۹۰ شروع کرد و دو اپیزود سریال در تاریخ ۱۸ و ۲۰ نوامبر به روی آنتن رفت.سریال توانست در مجموع ۳۰ میلیون بیننده داشته باشد که آماری بسیاری خوب برای شبکه محسوب می‌شد. سریال با واکنش ضد و نقیض منتقدان همراه بود و نقدهایی متوسط دریافت کرد. راتن تومیتوز اعلام کرد که ۵۷٪ منتقدان نسبت به سریال نظر مثبتی داشته‌اند که این درصد از روی ۱۴ نقد به‌دست آمده‌است.
منتقدان بازی تیم کوری در نقش پنی وایز را ستودند اما معتقد بودند فیلم‌نامه نتوانسته عناصر رمان کینگ را چنان‌که باید تبدیل به یک اثر ویژه کند. موسیقی سریال با استقبال خیلی بالایی همراه بود و آهنگساز سریال یعنی ریچارد بلیس بخاطر آن نامزد دریافت جایزه امی ساعات پربیننده
شد.

## خلاصه داستان
زمستان ۱۹۶۰، در شهری دری واقع در ایالت ایالت مین، پسر بچه ای به نام جرجی به برادر خود بیلی اصرار می‌کند که برای بازی در زیر باران به او ملحق شود اما بیلی که مریض است و از لکنت زبان نیز رنج می‌برد قبول نمی‌کند و جرجی تنهایی بیرون می‌رود. هنگام بازی در زیر باران، جریان آب، قایق کاغذی جرجی را از مسیر منحرف کرده و آن را به درون فاضلاب می‌برد. جرجی به دنبال قایق خود می‌رود اما ناگهان با دلقک عجیبی برخورد می‌کند که قایق او را در دست دارد. دلقک خود را پنی وایز معرفی می‌کند. جرجی که از ملاقات با دلقک هراسان شده، می‌خواهد از آن مکان برود ولی پنی وایز به جرجی حمله کرده و دستش را قطع می‌کند و سپس او را با خود به درون فاضلاب می‌برد. ناپدید شدن جرجی باعث می‌شود تا بیلی برای پیدا کردن برادرش دست به جستجو در شهر بزند و اعضای باشگاه بازندگان که دوستان صمیمی او نیز هستند در این راه کمکش می‌کنند و این سرآغاز ماجرایی برای بیلی و دوستانش است که برای همیشه زندگی آنها را تغییر می‌دهد…

## بازیگران
- ریچارد توماس در نقش بیلی دنبرا
- جاناتان برندیس در نقش جوانی بیلی
- تیم کوری در نقش آن/پنی وایز
- جان ریتر در نقش بن هنسکام
- برندون کرین در نقش جوانی بین هنسکام
- انت اوتول در نقش بورلی مارش
- امیلی پرکینز در نقش جوانی بورلی مارش
- هری اندرسون در نقش ریچی توزیر
- ست گرین در نقش جوانی ریچی توزیر
- دنیس کریستوفر در نقش ادی کسبراک
- آدام فرزلی در نقش جوانی ادی کسبراک
- تیم رید در نقش مایک هنلن
- مارلون تیلور در نقش جوانی مایک هنلن
- ریچارد ماسور در نقش استن اوریس
- بن هلر در نقش جوانی استن اوریس